# (7410) Kawazoe
(7410) Kawazoe est un astéroïde de la ceinture principale.

## Description
(7410) Kawazoe est un astéroïde de la ceinture principale. Il fut découvert le 20 août 1990 à Geisei par Tsutomu Seki. Il présente une orbite caractérisée par un demi-grand axe de 3,01 UA, une excentricité de 0,38 et une inclinaison de 5,9° par rapport à l'écliptique.

## Compléments